# Arca (álbum)
Arca é o terceiro álbum de estúdio da cantora e produtora venezuelana Arca, lançado em 7 de abril de 2017, através da XL Recordings. Este foi o primeiro álbum de sua carreira no qual são destacados os seus próprios vocais, cantados em espanhol.

## Antecedentes e desenvolvimento
Em 28 de fevereiro de 2016, Ghersi anunciou via Instagram que o seu próximo álbum seria intitulado Reverie e estava quase concluído. Mais tarde, em 22 de fevereiro de 2017, ela fez outro anunciação afirmando que o álbum, na verdade, iria ser chamado de Arca. Ela explicou em uma entrevista para a revista i-D que não queria que a obra fosse um epônimo. "Eu passei um ano inteiro testando vários nomes diferentes, todos eles soaram estrangeiro. No entanto, por causa do uso que fiz da minha voz como nunca feito antes, não soaria superficial ou forçado chamá-lo de Arca.

A intérprete também revelou que sua voz poderia estar presente na nova obra, inspirado pela amiga e colaborada Björk: 
Não sei se eu ao menos teria cantado nesta gravação [para o álbum] se não fosse pela Björk. Nós estávamos no carro juntos e eu estava cantando por diversão e então ela se voltou para mim e perguntou se eu havia ponderado, alguma vez, sobre colocar minha voz no álbum. Eu imediatamente descartei a ideia. Mas então eu reconsiderei, pois eu a respeito profundamente como cantora. Ela me deu tantas instruções que eu realmente queria celebrar a vez em que falei sobre a gravação. Foi um trabalho árduo. Ela estava tão entusiasmada durante todo o processo e não sei se teria sido tão corajoso para fazer isso sem ela como amiga.
 Ghersi disse que a razão pela qual suas músicas foram gravadas em língua espanhola se define por sua aprendizagem de emoção para com ela, a língua utilizada quando seus pais "brigaram e se divorciaram". Arca reforçou que isso se tornou mais natural para ela, uma forma de manifestar certas coisas que eram muito íntimas e privadas em espanhol.
Ghersi afirmou que as letras no álbum "são todas recentes e tudo – com exceção de uma canção –  é improviso", ela ainda mencionou o fato de que "nunca havia tirado um tempo para sentar e compor e então alterar o texto com uma palavra melhor". "Eu já gravei inúmeras melodias e letras, se elas fossem puras o bastante eu as deixava como vieram ao mundo. Eu nunca permiti que o meu crítico interferisse no processo criativo". Muitas de suas músicas incluem referências diretas ou indiretas para as suas influências artísticas, como a letra de "Anoche", que contém uma referência à canção "I Miss You" de Björk, lançada em 1995. E uma parte do conteúdo de "Reverie" foi pega diretamente de  "Caballo Viejo", uma canção da música popular venezuelana, composta por Simón Díaz.

## Lista de faixas
Todas as faixas escritas e compostas por Arca. 
| N.º            | Título         | Tradução        | Duração |  |
| 1.             | "Piel"         | "Pele"          | 4:07    |  |
| 2.             | "Anoche"       | "Noite passada" | 3:36    |  |
| 3.             | "Saunter"      | "Passear"       | 2:09    |  |
| 4.             | "Urchin"       | "Ouriço"        | 4:00    |  |
| 5.             | "Reverie"      | "Estreia"       | 3:12    |  |
| 6.             | "Castration"   | "Castração"     | 3:21    |  |
| 7.             | "Sin Rumbo"    | "Sem direção"   | 3:35    |  |
| 8.             | "Coraje"       | "Coragem"       | 4:31    |  |
| 9.             | "Whip"         | "Chicote"       | 1:20    |  |
| 10.            | "Desafío"      | "Desafio"       | 3:53    |  |
| 11.            | "Fugaces"      | "Fugaz"         | 3:07    |  |
| 12.            | "Miel"         | "Mel"           | 2:56    |  |
| 13.            | "Child"        | "Criança"       | 3:23    |  |
| Duração total: | Duração total: | Duração total:  | 43:17   |  |

| Edição japonesa |                     |         |  |
| N.º             | Título              | Duração |  |
| 14.             | "Saunter (Reprise)" | 4:59    |  |
| Duração total:  | Duração total:      | 48:00   |  |

## Tabelas musicais
| Tabela (2017)                              | Posição |
| ------------------------------------------ | ------- |
| Bélgica (Ultratop Flandres)                | 46      |
| Spanish Albums (PROMUSICAE)                | 87      |
| Estados Unidos (Billboard Top Heatseekers) | 18      |